# Arkalyk
Arkalyk (in kazako Арқалық?, Arqalıq) è una città del Kazakistan, situata nella Regione di Qostanay.